# Neoregelia brownii
Neoregelia brownii är en gräsväxtart som beskrevs av Elton Martinez Carvalho Leme. Neoregelia brownii ingår i släktet Neoregelia och familjen Bromeliaceae. Inga underarter finns listade i Catalogue of Life.